# Timbul Suhardi
Timbul Suhardi (Magelang, 28 december  1942    - Jakarta,  26 maart  2009) was een Indonesisch komisch acteur. 
Suhardi was afkomstig uit een familie, die het  traditionele komisch theater "ketoprak" speelde. Hijzelf startte ook zijn carrière als lid van verschillende rondreizende "ketoprak"-theatergroepen in Centraal-Java en werd vervolgens lid van de bekende theatergroep "Srimulat". Van 1979 tot 1983 was hij ook leider van deze groep. In 1998 werd hij medeoprichter van de stichting  "artistieke gemeenschap Samiaji", samen met verschillende vroegere leden van Srimulat. De stichting  produceerde verschillende komische shows.
Suhardi leed aan  diabetes  en hyperuricemie en overleed in maart 2009 na een beroerte.

## Bron
- Veteran comedian laid to rest, The Jakarta Post, 1 april 2009